# Дорж Бату
Дорж Бату (англ. Dorje Batuu, настоящее имя Андрей Васильев) — украинский писатель бурятского происхождения.

## Биография
Андрей Васильев родился в Улан-Удэ.
Окончил Бурятский государственный университет. По образованию историк-востоковед, специалист по истории Китая.
Был телеведущим Бурятской гостелерадиокомпании, вскоре переехал в Москву, где работал журналистом в «Вести», «ВИД» и в «Центре расследований» на ОРТ.
В 2002 году женился на американском дизайнере украинского происхождения Ярине Жук, после чего переехал в Украину, где работал журналистом на «Интере», «1+1», «Голосе Америки».
В 2011 году переехал в США, где сначала работал на «ТСН» и «Голос Америки», был членом Медиакорпуса ООН.
В 2013 году кардинально сменил профессию — перешёл на работу в аэрокосмическую отрасль. Утверждал, что в 2016 году стал оператором коррекции траектории Центра управления полётов НАСА. Что позже оказалось ложью.